# Hermann Behrbohm

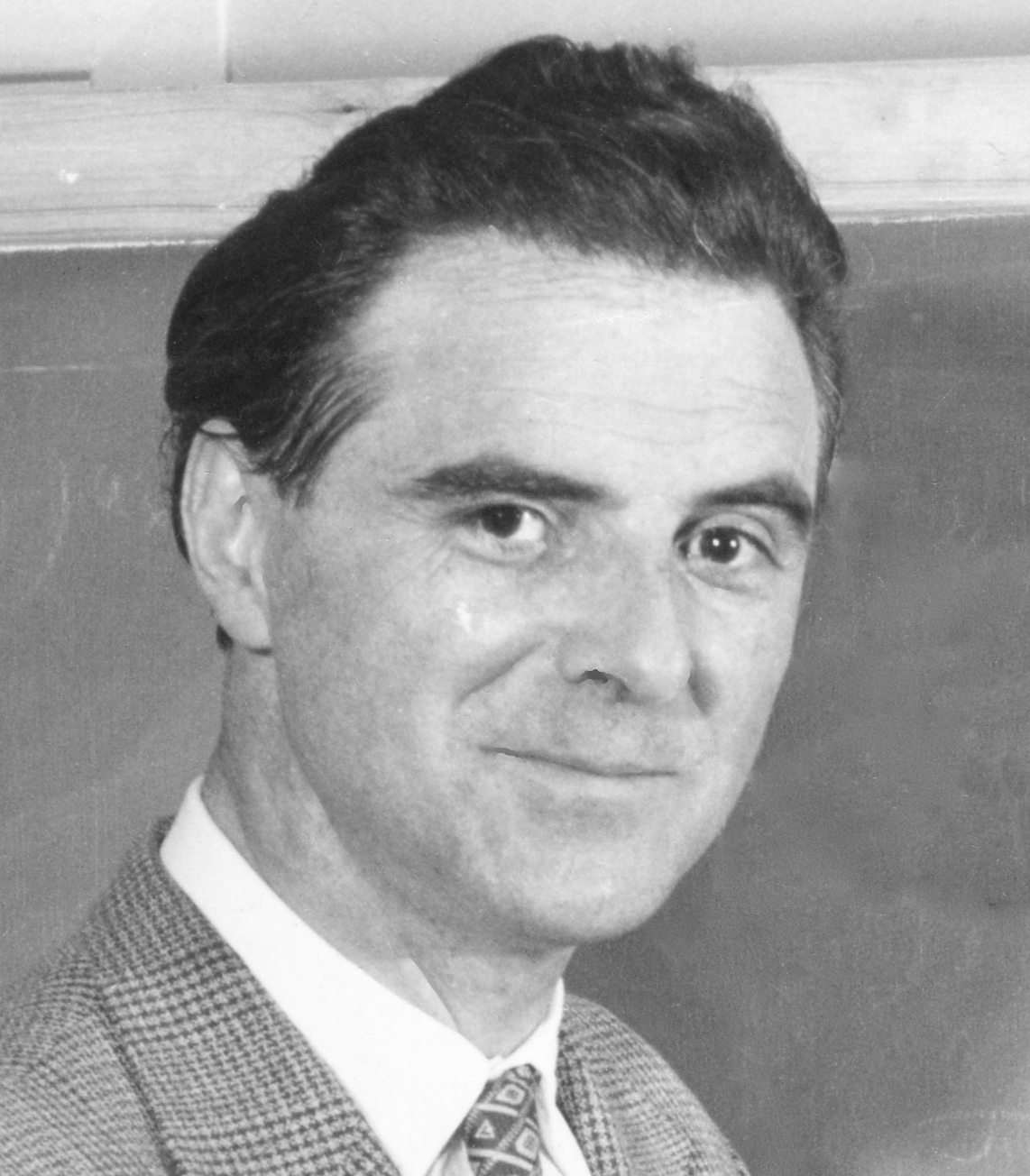
Hermann Behrbohm (um 1955)

Otto Hermann Bernhard Behrbohm Dr. rer. nat. (* 30. Oktober 1907 in Karlsruhe, Großherzogtum Baden, Deutsches Reich; † 12. Oktober 1977 in Fingelsham, Northbourne, Kent, England) war ein deutscher Mathematiker, der in Schweden und Deutschland tätig war.
Hermann Behrbohm war Experte für Aerodynamik und Festigkeit von Materialien in Kampfflugzeugen. Er war maßgeblich an der Mathematik beteiligt, die hinter der Entwicklung der Aerodynamik des Deltaflügelkonzepts und der Technologie des Überschallfluges stand und damit an der Gestaltung und Entwicklung von Messerschmitt Bf 109, Messerschmitt Me 262, Messerschmitt Me 163, Lippisch P.13a, Saab 35 Draken und Saab 37 Viggen.
Er erhielt 1968 die Thulin-Medaille der Flygtekniska Föreningen (der schwedischen DGLR) in Silber, weil er mit seiner Arbeit die Luftfahrttechnologie gefördert hatte.
Seine Lebensumstände brachten ihn in mehrere Länder, in denen er in der Luftfahrttechnik wirkte. Schließlich zog er als Rentner 1972 mit seiner zweiten Frau, einer Britin, nach England. Seine Kinder blieben in Schweden.
Er verfasste zahlreiche Artikel für Aerodynamik und Mathematik in der Fachpresse, die in Bibliotheken und im Internet verfügbar sind.

## Biografie
Behrbohm studierte Maschinenbau an der Technischen Hochschule Karlsruhe sowie Mathematik und Zahlentheorie an der Georg-August-Universität Göttingen.
Von 1933 bis 1936 war er wissenschaftlicher Mitarbeiter an der Georg-August-Universität Göttingen und schrieb seine Dissertation über die Identität der Meromorphismen eines elliptischen Körpers. Die These wurde aus politischen Gründen in der Zeit des Nationalsozialismus nicht genehmigt, weil sein Betreuer Jude war. 1944 wurde er zum Doktor der Mathematik und Physik promoviert.
Behrbohm hatte wegen der Vorschriften im nationalsozialistischen Deutschland Probleme, seine erste Frau Lilli Walter zu heiraten. Sie hatte Schwierigkeiten, wegen ihres nicht genannten Vaters biologische „Reinheitszertifikate“ vorzulegen. Die Heirat war erst 1940 möglich.

## Messerschmitt

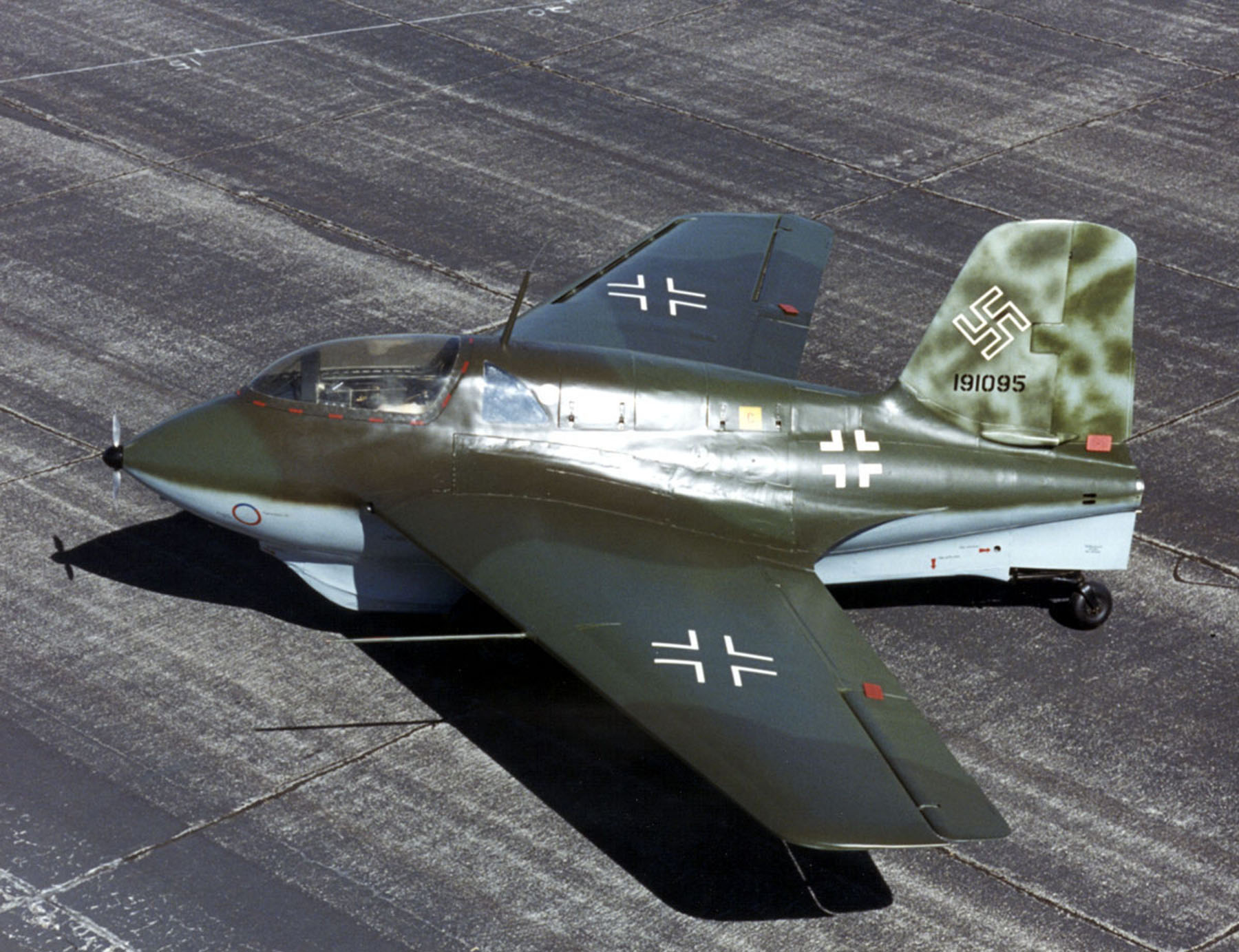
Messerschmitt Me 163

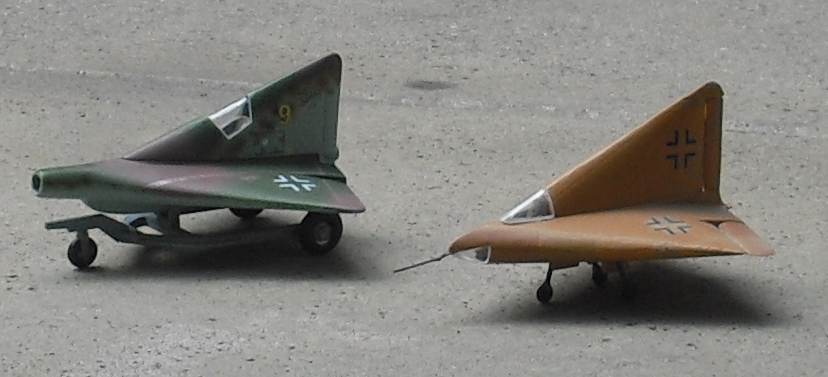
Lippisch P.13a (links) und Lippisch DM-1 (rechts)

Behrbohm wurde 1937 in die Abteilung Messerschmitt Aerodynamik in Augsburg rekrutiert. Er war Mathematiker und als solcher in der Luftfahrtindustrie gefragt, um theoretischen Berechnungen und entsprechende Tests durchzuführen.
Er nahm an Arbeiten an Hochgeschwindigkeitsversuchen mit der Messerschmitt Bf 109 mit Lukas Schmid teil. Bei Messerschmitt in Augsburg war in diesen Jahren das Hauptprojekt die Entwicklung des Strahlflugzeugs Messerschmitt Me 262. Auch fand hier ab 1939 die Entwicklung des Raketenflugzeugs Messerschmitt Me 163 unter der Leitung von Alexander Lippisch statt.
Nach den Luftangriffen auf Augsburg am 25. Februar 1944 wurden die Entwicklungsaktivitäten in die unterirdische Anlage der Oberbayerischen Forschungsanstalt in Oberammergau verlagert. Die Familie blieb in Mering. Messerschmitt entwickelte ab Ende 1944 unter Willy Messerschmitts Leitung das Strahlflugzeug Messerschmitt P.1101. Die P.1101 hat Ähnlichkeit mit der vor Hermanns Zeit bei Saab entstandenen Tunnan, sowie der MiG-15 und der F-86 Sabre.
Ab Herbst 1944 arbeitete er auch halbzeits für das Luftfahrt-Forschungsinstitut Wien (LFW) in Wiener Neustadt, wo Alexander Lippisch ein eigenes Entwicklungsbüro eröffnet hatte. Lippisch und Willy Messerschmitt konnten sich nicht auf einen Entwurf einigen, da Lippisch kein Leitwerk wollte. In Wiener Neustadt arbeitete Lippisch an dessen Weiterentwicklung. Das schwanzlose Mini-Jagdflugzeug Lippisch P.13a mit Deltaflügeln und einem geplanten neuartigen Kohle-Strahlantrieb wurde am Ende des Kriegs in das Volksjägerprogramm aufgenommen. Lippischs P.13a-Delta-Technologie ist die Grundlage für die Saab 35 Draken, zu deren Entwicklung Hermann später beitrug, ähnlich wie die Dassault Mirage. Man kann die Messerschmitt Me 163 und auch die Lippisch P.13a als Grundlage für alle deltaflügeligen Kampfflugzeuge, die in den 50er Jahren folgten, sehen.

## Besetzung – BEE
Nach Kriegsende 1945 war Hermann arbeitsloser Vater einer Familie mit vier Kindern in Mering bei Augsburg in der Amerikanischen Besatzungszone. Sie hatten Einkommen aus Geschenken von untergebrachten US-amerikanischen Offizieren, aber er arbeitete auch eine Zeit in der Land- und Forstwirtschaft mit Naturzahlungen für das Essen der Familie auf dem Tisch.
Im Frühjahr 1946 wurde er von BEE (Französisches Institut für aerodynamische Forschung und Entwicklung) eingestellt, mit Operationen in Emmendingen und Weil am Rhein in der Französischen Besatzungszone (heute Deutsch-Französisches Forschungsinstitut Saint-Louis).
Nach der Gründung der Bundesrepublik Deutschland und dem Ende der Besatzungszeit waren die Möglichkeiten größer, wissenschaftlich interessante Arbeiten im Ausland zu finden, und Behrbohm erhielt Angebote aus Frankreich und anderen Ländern.

## Saab

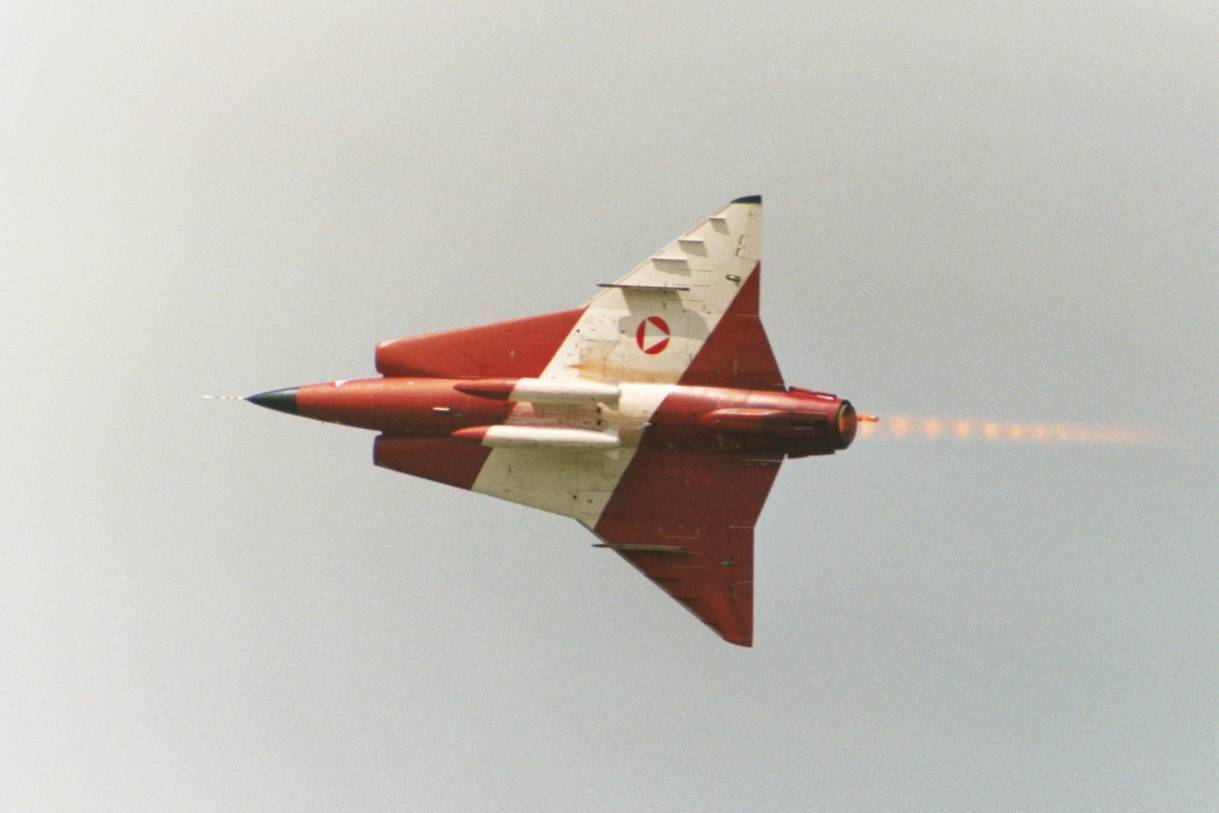
Saab 35 Draken

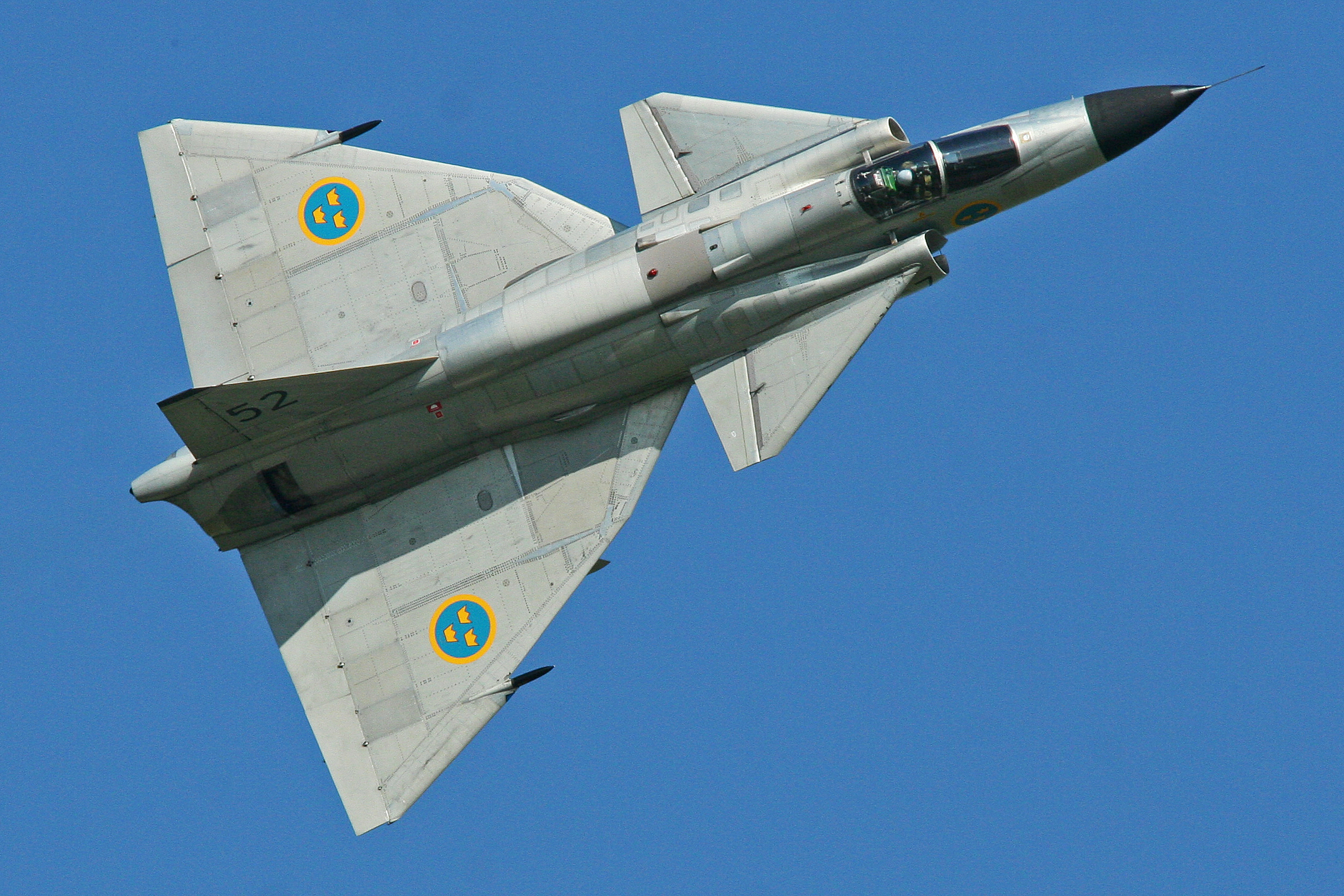
Saab 37 Viggen

Hermann entschied sich 1951 für die Arbeit bei Saab AB. Er zog mit seiner Familie nach Linköping, sie wurden eingebürgerte Schweden. Die Motive für die Entscheidung, für Saab zu arbeiten, waren die Projekte Saab 32 Lansen und Saab 35 Draken unter Erik Bratt und Tore Gullstrand. Spezialist in Aerodynamik zu sein ist ein enger Arbeitsmarkt mit wenigen Arbeitgebern weltweit, die über ausreichende Ressourcen verfügen, um gute Ergebnisse zu erzielen. Saab, wo sie Operationen aufbauten, und Schwedens Ambitionen gaben Hermann die Gelegenheit.
Im Schatten des Kalten Kriegs und des Atomkriegrüstens war es der Wunsch des Klienten, der Schwedische Luftstreitkräfte, in den 1950er bis 1970er Jahren (Schwedischer Verteidigungsbeschluss 1958), in der Lage zu sein, Strategischer Bomber wie die Tupolew Tu-16 schnell anzugreifen, bevor diese ihre Ziele erreichten. Erreicht werden sollte das mit schnellen Überschall-Deltaflügel-Jagdflugzeugen wie der Saab 35 Draken, wobei Geschwindigkeit und Bereitschaft die Schlüsselfaktoren waren. Die Schwedischen Luftstreitkräfte brauchten auch Invasionsverteidigung über den umliegenden Meeren mit Erdkampfflugzeugen sowie ultraschnellen Aufklärungsflugzeugen wie der Saab 37 Viggen. Dies führte zu großen Aufträgen zum Aufbau sehr großer Luftstreitkräfte und von Ressourcen für Entwicklung.
Behrbohm blieb bis zu seiner Pensionierung 1972 bei Saab. In den Jahren 1960 bis 1964 war er Leiter der Abteilung Aerodynamik, nahm auch an den Projekten Saab 37 Viggen und Saab 105 teil und veröffentlichte eine große Anzahl von Artikeln zur Aerodynamik. Er wurde geschätzt und gewann 1968 die schwedische Flygtekniska Föreningen Thulin-Medaille in Silber.
Hermann Behrbohm und Bertil Dillner unternahmen erhebliche Anstrengungen bei der Konstruktion der Saab 37 Viggen und insbesondere bei der Konstruktion und den Tests der Canard-Flügelkonstruktion.
Nach seiner Pensionierung zog er mit seiner zweiten Frau (1964–1977, Pamela Leach, 1 Kind) in deren Heimatstadt im Süden Englands und lebte danach dort.